# برادي براينت
برادي براينت (بالإنجليزية: Brady Bryant)‏ (13 فبراير 1982 بمنيابولس في الولايات المتحدة - ) هو لاعب كرة قدم أمريكي في مركز الدفاع. لعب مع Charlotte Eagles ‏ وWichita B-52s ‏ وWilmington Hammerheads FC ‏ وWest Michigan Edge ‏ وChicago Eagles Select ‏ وNorfolk SharX ‏ وويتشاتا وينغز ‏.

## وصلات خارجية
- برادي براينت على موقع قاعدة بيانات كرة القدم.إي يو (الإنجليزية)